# Magnus Fröling
Magnus Fröling, född 13 augusti 1727 i Linköping, död 4 september 1797 i Landeryds socken, var en svensk präst och lektor i Linköping. 

## Biografi
Magnus Fröling föddes 13 augusti 1727 i Linköping. Han var son till kyrkoherden Samuel Fröling och Catharina Elisabeth Klingenberg i Vinnerstads socken. Fröling studerade i Linköping och blev 1745 student vid Uppsala universitet, Uppsala. Han blev 1750 student vid Lunds universitet, Lund och blev samma år filosofie magister i Greifswald. Fröling blev 1754 docent vid filosofiska fakulteten, Lund och 29 november 1763 adjunkt där. Han blev 23 april 1768  filosofie lektor (logices et metaphysices) vid Linköpings gymnasium och prästvigdes 18 december samma år. Fröling var även från 12 juli 1777 kyrkoherde i Landeryds församling. Han blev 11 juli 1781 prost och blev professor samma år. Den 27 februari 1782 blev han andre teologie lektor vid Linköpings gymnasium och 5 februari 1782 föste teologie lektor vid Linköpings gymnasium. Fröling avled 4 september 1797 i Landeryds socken.
Fröling föreslogs som biskop 1780 och 1786 i Linköpings stift. Han var 1784 preses vid prästmötet.

### Familj
Fröling gifte sig 1765 med Margareta Christina Munck (född 1745). Hon var dotter till häradsskrivaren Nils Göran Munck och Jannika Maaria Broomé i Skåne. De fick tillsammans barnen Catharina Maria, Ulrica (1769–1770), Per (1771–1795), Anna Margareta (1773–1773), Ingrid Elisabeth (1776–1777), Gustava Fredrika (född 1778), Anna Charlotta (född 1779), Sophia Carolina (född 1782) och Samuel Adolf (1783–1784).